# Adatátvitel
Adatátvitel alatt bármilyen információk egyik helyről egy másikra való továbbítását értjük. Történetileg a továbbítást történhetett futárral, jelzőtüzekkel vagy szemaforokkal, és később már rézhuzalokon, Morzekóddal.
A ma használatos, számítástechnikai értelemben vett adatátvitel bitek vagy byteok sorozatának küldése egy helyről egy másik helyre, számos technológia, többek között a rézhuzal, optikai szál, lézer, rádió vagy infravörös fény igénybe vételével. 
Például: adatmozgatás egy tároló egységből egy másik webhelyre, ami web szerverek között adatátvitelt is jelent, egy böngésző használatával.
Az adatátvitelhez általában szorosan kapcsolódik a használt adatátviteli protokoll, aminek használata lehetővé teszi az adatok átvitelét. Jelenleg a csomag alapú kommunikációs vagy adatátviteli protokollok a legelterjedtebbek.